# Uniwersytet Heinricha Heinego w Düsseldorfie

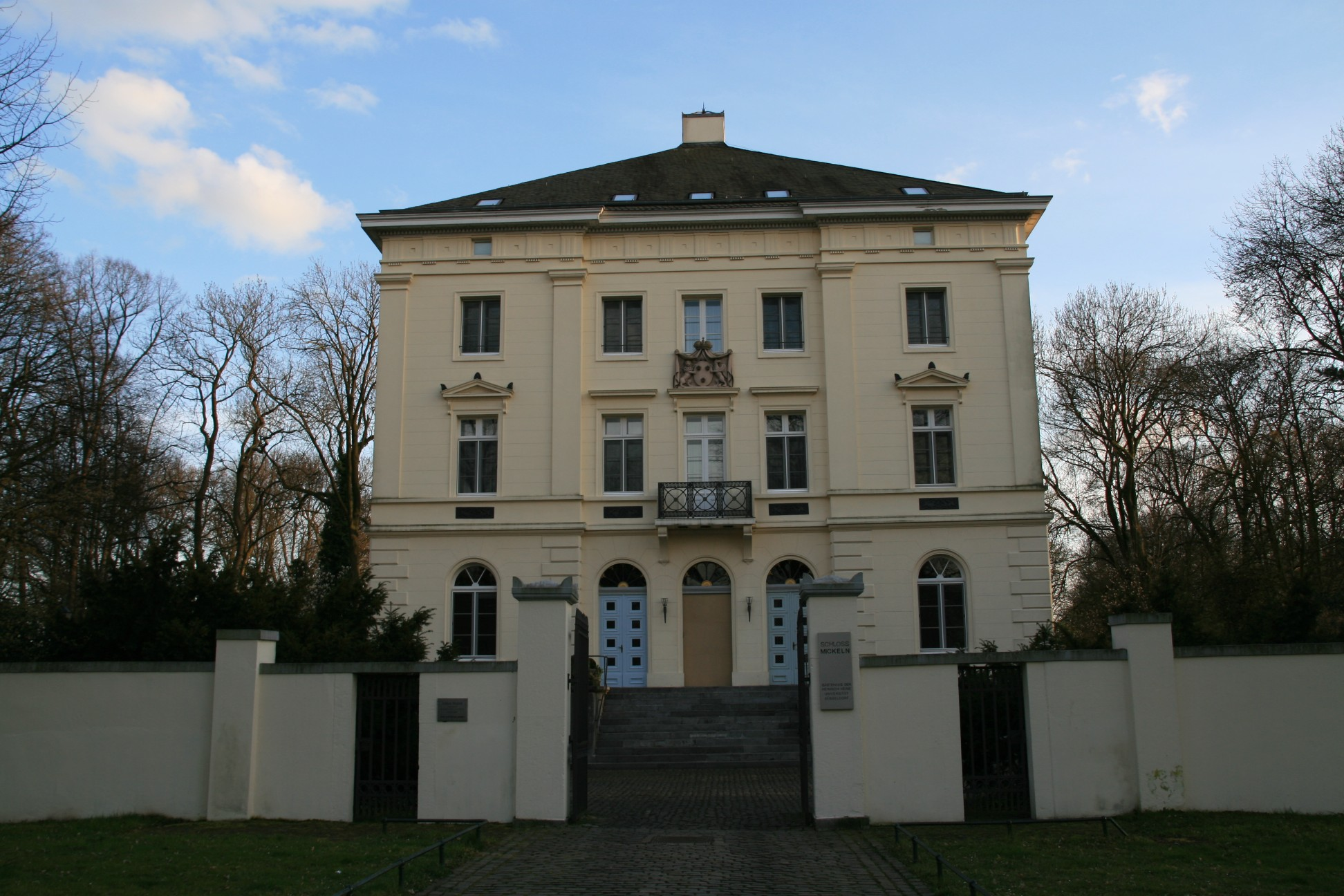
Zamek Mickeln w Düsseldorfie, od roku 2000 należący do Uniwersytetu

Uniwersytet Heinricha Heinego w Düsseldorfie (niem. Heinrich-Heine-Universität Düsseldorf) – niemiecka uczelnia z siedzibą w Düsseldorfie.

## Historia
W 1806 roku Joachim Murat podjął próby utworzenia uczelni w Düsseldorfie. Uniwersytet został powołany 12 grudnia 1811, dekretem Napoleona Bonaparte. Wybuch wojny spowodował, że nie został on zrealizowany.
W 1907 roku, przy okazji powstania nowego szpitala miejskiego, powołano Akademię Medyczną (niem. Düsseldorfer Akademie für praktische Medizin), która skupiała się na dokształcaniu lekarzy i działalności naukowej. W 1923 roku uczelnia zmieniła nazwę na Medizinische Akademie in Düsseldorf i rozpoczęła kształcenie studentów. W 1935 Akademia uzyskała prawo nadawania tytułu naukowego doktora.
16 listopada 1965 roku rząd Nadrenii Północnej-Westfalii podjął decyzję o przekształceniu Akademii Medycznej w Uniwersytet. W 1988 senat uczelni postanowił przyjąć imię Heinricha Heinego.
Uniwersytet jest odpowiedzialny za utrzymanie ogrodu botanicznego w Düsseldorfie.

## Wydziały
- Wydział Prawa (niem. Juristische Fakultät, od 1993[2])
- Wydział Matematyczno-Przyrodniczy (niem. Mathematisch-Naturwissenschaftlichen Fakultät, wydzielony w 1969[2])
- Wydział Medyczny (niem. Medizinische Fakultät)
- Wydział Filozoficzny (niem. Philosophische Fakultät, wydzielony w 1969[2])
- Wydział Nauk Ekonomicznych (niem. Wirtschaftswissenschaftliche Fakultät, od 1990[2])

## Absolwenci
W 1960 roku stopień doktora na Akademii Medycznej uzyskał Harald zur Hausen (laureat Nagrody Nobla w dziedzinie fizjologii lub medycyny z 2008 roku).